# Bojtosfülű disznó
A bojtosfülű disznó (Potamochoerus porcus) az emlősök (Mammalia) osztályának párosujjú patások (Artiodactyla) rendjébe, ezen belül a disznófélék (Suidae) családjába tartozó faj.
A Potamochoerus emlősnem típusfaja.

## Előfordulása
A bojtosfülű disznó Nyugat-és Közép-Afrika területén őshonos. Az általa elfoglalt élőhelyek nagyon változatosak. Elsődleges és másodlagos erdőkben, szavannák bozótjaiban, mocsarakban és pusztákon él. Akár falvak közelében is tartózkodhat.

## Megjelenése
Az állat hossza 100-145 centiméter, magassága 55-80 centiméter, farokhossza 30-45 centiméter és testtömege 45-115 kilogramm. Teste erős és zömök. Színezete rozsdás-vörös, sörénye fehér, pofája és fülpamacsa fehér mintázatú. Ormányszerű pofája megkeményedett, mozgatható csúcsban végződik, amellyel a földet túrja. Két rövid, felfelé forduló agyarával ki tudja kaparni az ehető gyökereket. Négy patás lábujja van, de csak a harmadik és a negyedik ujján jár, a másik kettő nem érinti a kemény talajt.

## Életmódja
A bojtosfülű disznó magányosan, vagy kisebb csapatokban él. Nagy, több mint 100 egyedből álló csapatot is jegyeztek fel, addig egy tipikus csoportméret 3-6 egyedből áll. A legtöbb esetben ezen kis családi csoportokban egy domináns, kifejlett kan is jelen van. Úgy jelölik ki útját, hogy szemfogaikval (agyaraival) a fatörzseket kaparja, valamint közben a lábmirigyeit, nyaki mirigyeit és orbitális mirigyeit is oda dörzsöli. A fenyegetések megjelenítése magában foglalja az arcmaszkok megjelenítését és hangos zajok kibocsátását. Homlokukat összenyomva, fejüket összeütve, pofájukkal döfködve és farkukkal egymást ostorozva szoktak egymással harcolni. Éjszaka a legaktívabb, addig a nappalt odúkban és a sűrű növényzetben tölti. Tápláléka növények, kisebb állatok és dögök. Az állat 10-15 évig él, bár fogságban a 20 éves kort is meghaladhatja.

## Szaporodása
Az ivarérettséget 18 hónapos korban éri el. A párzási időszak ősszel van. A vemhesség 120-127 napig tart, ennek végén 1-6 malac születik. A malacok súlya 650-900 g. A kocák a fiataloknak fűfészket építenek, mely 3 méter széles és 1 méter mély. A kis családi csoporton belül az anyaállat és domináns kan egyaránt gondoskodik a malacokról és biztosítják védelmüket. A kocák évente egyszer ellenek. Az elválasztás körülbelül 3 hónap után következik be, de a malacok, a következő alomig az anyjukkal maradnak.

## Természetvédelmi helyzete
Egyedszáma növekszik a ragadozójának, a leopárdnak a vadászata és a mezőgazdaság növekedése által. Ugyanakkor a faj ezen pozitív statisztikája sok szempontból káros az emberi népességre nézve, mivel a bojtosfülű disznó nagy csoportjai jelentős pusztítást végezhetnek a termésben. A háziállat-állományra is veszélyt jelenthetnek, valamint olyan betegségek hordozói lehetnek, mint például az afrikai sertéspestis, amelyek a háziállatokat érintik. Az afrikai sertéspestist a kullancsok terjesztik, és bár nem károsítja a faj állományát, de átadhatja a betegséget házi sertésre, amelynél a betegség végzetes lehet. Mivel az ember táplálékforrásaként is rendelkezésre állhat, valamint különösen a negatív gazdasági kártétele miatt Afrikában vadásszák.
A Természetvédelmi Világszövetség a bojtosfülű disznót nem fenyegetett fajként tartja nyilván.

## Rokon fajok
A bojtosfülű disznó legközelebbi rokona és a Potamochoerus emlősnem másik faja, a folyami disznó (Potamochoerus larvatus).

## Állatkertekben
Magyarországon a Budapesti Állatkertben, a Veszprémi Állatkertben, a Nyíregyházi Állatparkban és a Szegedi Vadasparkban láthatóak.

## Képek

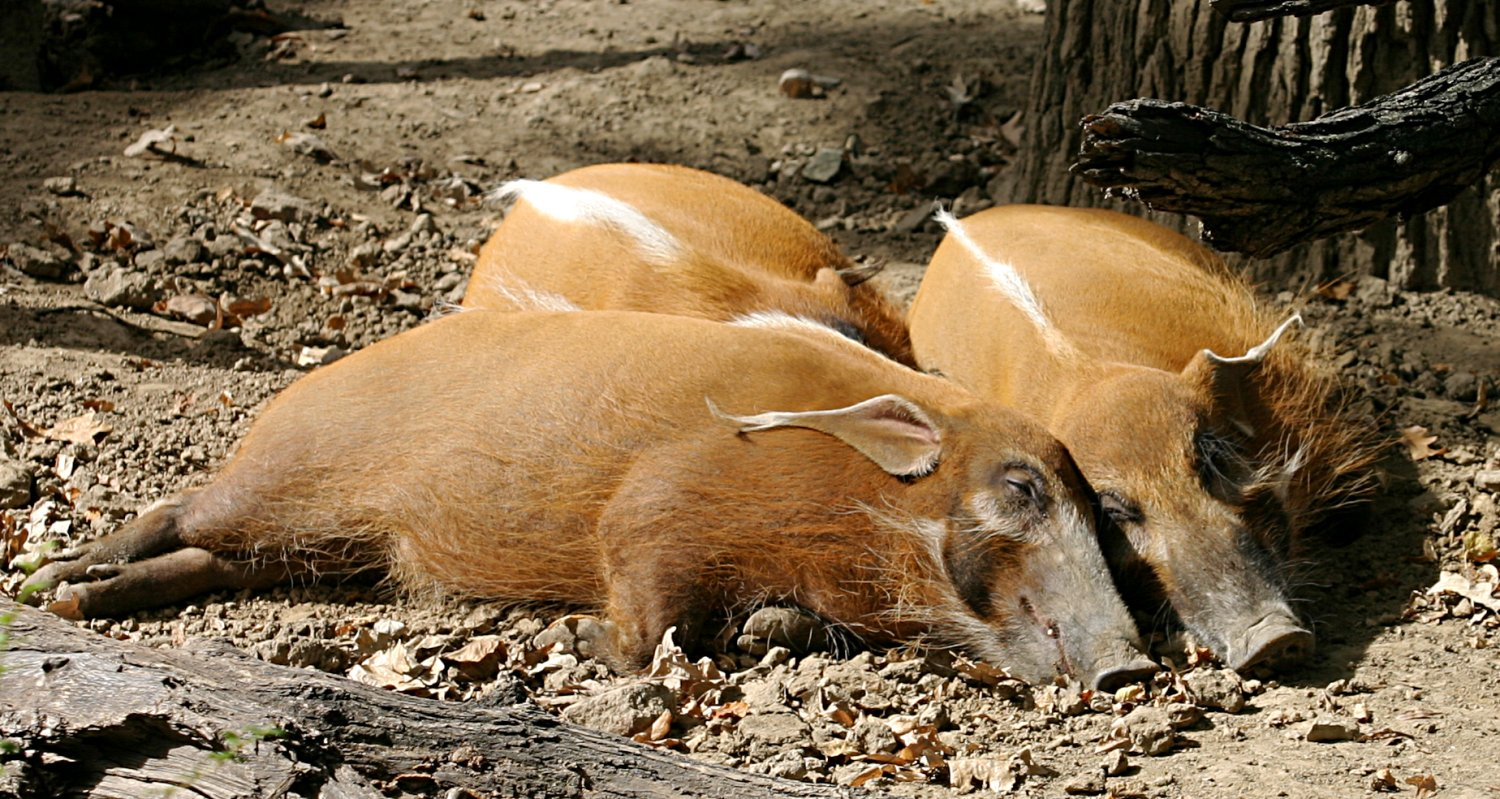
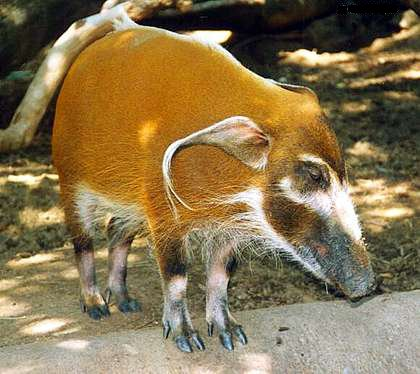
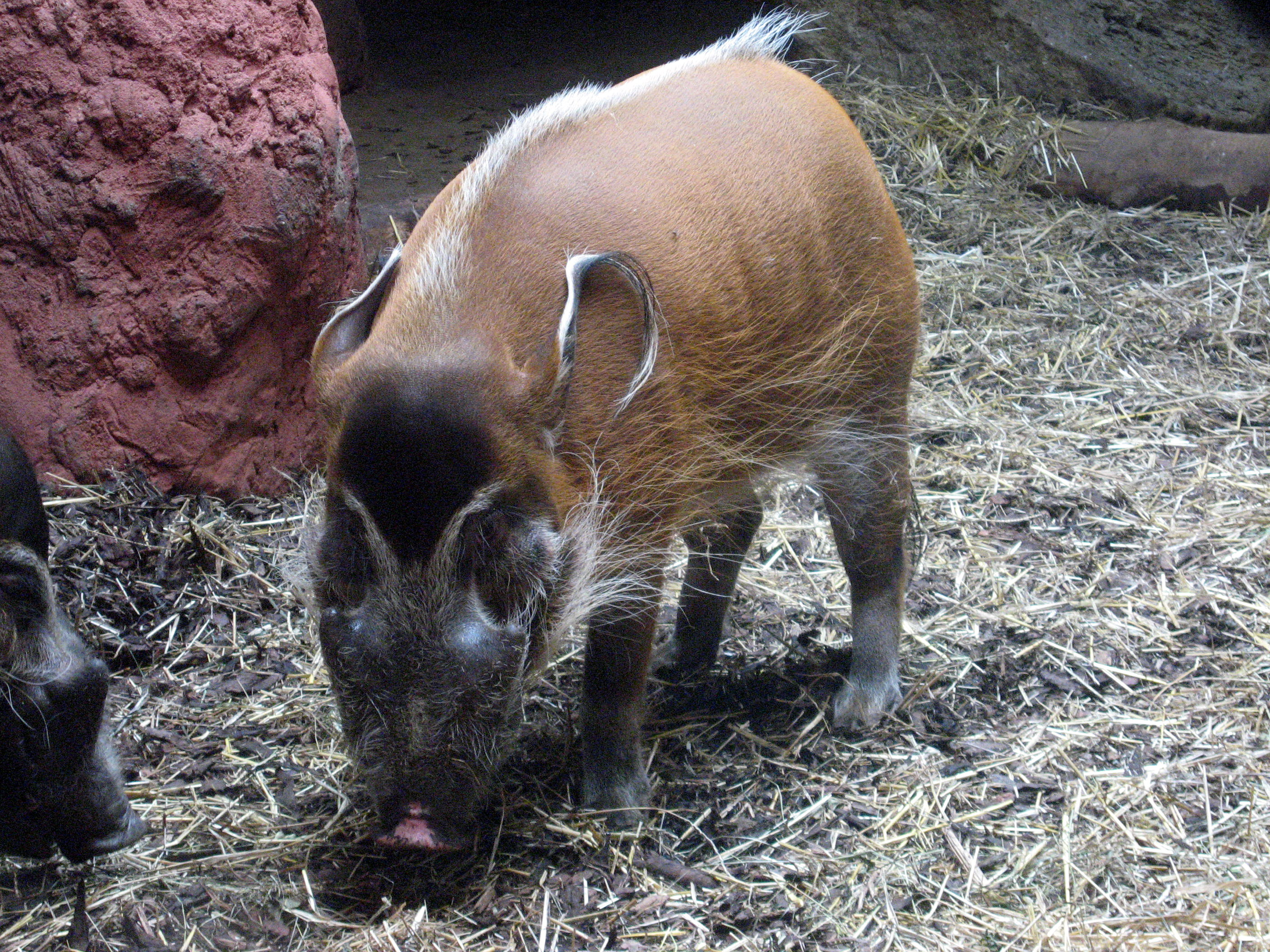
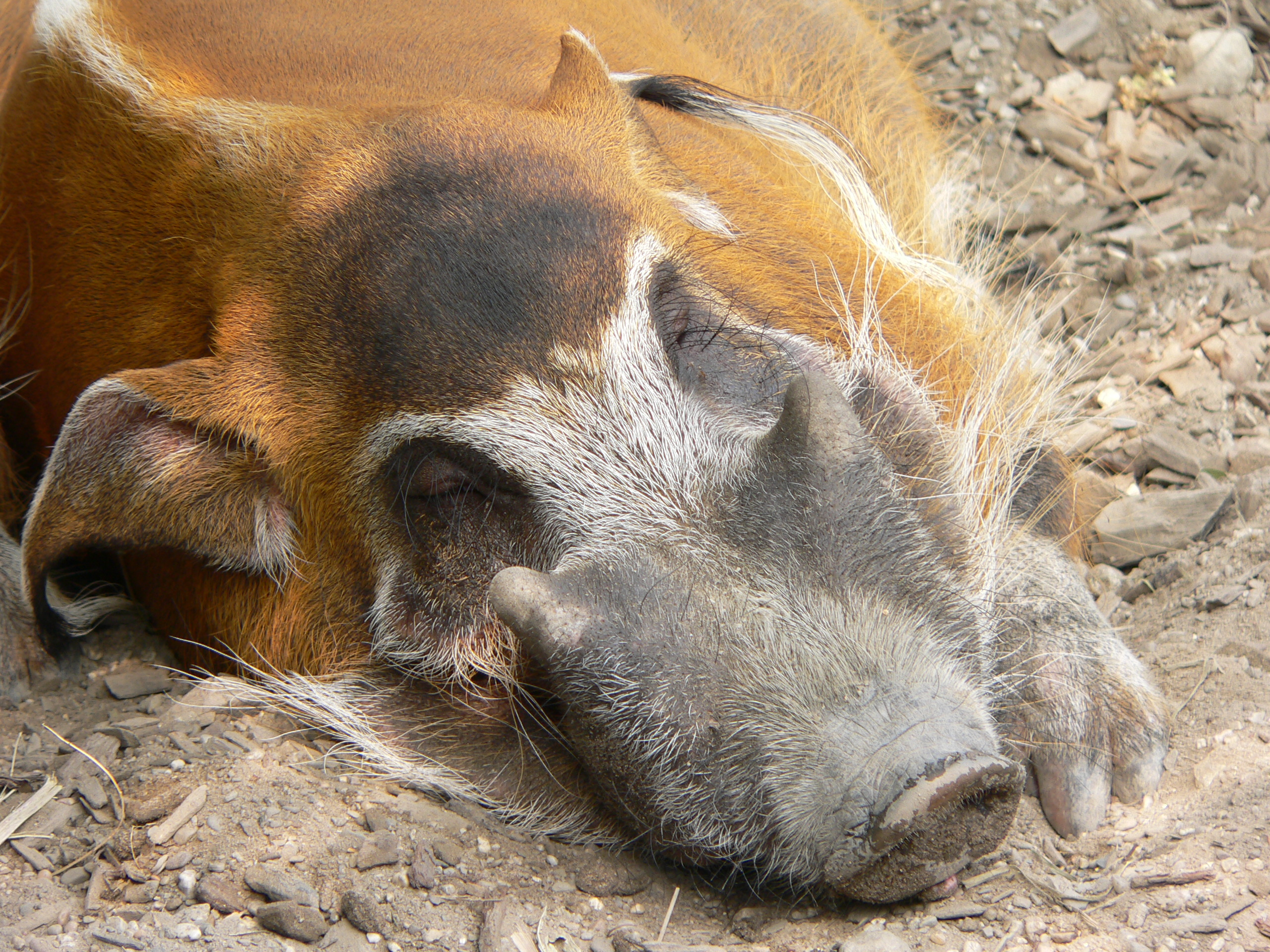